# Begonia dietrichiana
Espèce
Synonymes
- Begonia fischeri Otto & Dietr.[1]
- Pritzelia fischeri Klotzsch[1]

Begonia dietrichiana est une espèce de plantes de la famille des Begoniaceae.
L'espèce fait partie de la section Pritzelia. Elle a été décrite en 1953 par le botaniste allemand Edgar Irmscher (1887-1968). L'épithète spécifique dietrichiana signifie « de Dietrich », en hommage à son homologue Albert Gottfried Dietrich (1795-1856) qui a décrit plusieurs bégonias avec Christoph Friedrich Otto (1783-1856).

## Répartition géographique
Cette espèce est originaire du pays suivant : Brésil.